# II Concurs de castells de Tarragona
El II Concurs de castells de Tarragona tingué lloc el 24 de setembre de 1933 a la plaça de braus de Tarragona, actual Tarraco Arena Plaça. Fou el segon concurs de castells de Tarragona i el tercer de la història, després del Concurs Regional de Xiquets de Valls (1902) i el I Concurs de castells de Tarragona (1932). Hi participaren 4 colles: la Colla Nova dels Xiquets de Valls —actual Colla Joves Xiquets de Valls— els Mirons del Vendrell, la Colla Nova dels Xiquets de Tarragona i la Colla Vella dels Xiquets de Tarragona. Per la seva banda, la Colla Vella dels Xiquets de Valls renuncià a participar-hi per desacord amb les bases del concurs. Finalment la victòria fou per la Colla Nova dels Xiquets de Valls.

## Context
La Colla Nova dels Xiquets de Valls es presentava a plaça com la gran favorita per guanyar el concurs i no es deixà sorprendre pels Mirons del Vendrell que assistien per primera vegada a un concurs de castells. Les colles tarragonines quedaven, una vegada més, lluny de les colles foranes. Per la seva banda, la Colla Vella dels Xiquets de Valls renuncià a participar per desacord amb les bases del concurs, deixant la victòria franca a l'altra colla vallenca, en considerar que s'infravalorava el 2 de 7 respecte al 4 de 8.

## Normativa
| Castell                 | Punts (pessetes) |
| ----------------------- | ---------------- |
| 2 de 6                  | 75               |
| 3 de 6 aixecat per sota | 75               |
| 4 de 7                  | 75               |
| Pilar de 5              | 100              |
| 3 de 7                  | 150              |
| 4 de 7 amb el pilar     | 175              |
| 5 de 7                  | 200              |
| 3 de 7 aixecat per sota | 250              |
| Castells superiors      |                  |
| 2 de 7                  | 400              |
| Pilar de 6              | 450              |
| 4 de 8                  | 450              |
| 3 de 8                  | 500              |

De fet, aquest concurs presentà unes bases molt més estrictes que les edicions d'anteriors concursos i tingué la peculiaritat de premiar econòmicament les colles en funció dels castells assolits en lloc del seu lloc a la classificació. El guanyador tenia l'obligació de fer el 4 de 8, s'imposà un color uniforme als castellers de cada colla, es limità el nombre de castellers per colla (150), s'exigí un mínim de 5 castells, etc.
Tot i la qualitat dels castells realitzats, la manca de competitivitat entre les colles, la polèmica sobre l'emplaçament que s'arrossegava de l'any anterior, el mal temps que acompanyà la diada i el relatiu desencís que suposà el concurs anterior, va fer davallar l'interès que despertava el concurs de castells a Tarragona. Per aquesta raó, no s'hi tornà a celebrar cap altre concurs fins a la dècada dels 50, tot i que altres ciutats s'encarregaren d'organitzar-ne durant aquest període.

### Taula de puntuacions
La taula de puntuacions del II Concurs de castells de Tarragona incloïa dotze construccions, que anaven del 2 de 6 al 3 de 8, i set estructures diferents: el pilar, el dos (o torre), el tres, el tres aixecat per sota, el quatre, el quatre amb l'agulla i el cinc. Estava dividida en dues categories, una sense especificar, i una altra de "castells superiors" on hi constaven el 2 de 7, el pilar de 6, el 4 de 8 i el 3 de 8. En aquesta taula, els castells tenien un valor únic, tant per castell carregat com descarregat, i es van valorar en pessetes en lloc de punts.

## Concurs
Va ser presidit pel mestre Pau Casals, tal com havia succeït en el concurs de 1932. La Colla Nova dels Xiquets de Valls, guanyadora del concurs, va rebre 2.725 pessetes, la Copa de l'Ajuntament de Tarragona i el faixí de campió. Els Mirons del Vendrell, segons, van rebre 2.025 pessetes i la Copa de l'Ajuntament de Valls, i la Colla Nova dels Xiquets de Tarragona, tercera, 1.700 pessetes i la Copa de l'Ajuntament del Vendrell. La Colla Vella de Tarragona, quarta, va guanyar 400 pessetes.
Una foto d'aquest concurs va ocupar tota la portada del diari ABC del 29 de setembre de 1933.

## Resultat
| Resultat              |
| --------------------- |
| Descarregat (D)       |
| Carregat (C)          |
| Intent (I)            |
| Intent desmuntat (ID) |

### Classificació
En el II Concurs de castells de Tarragona hi van participar 4 colles.
Llegenda
a: amb agulla o pilar al mig
ps: aixecat per sota
| Pos | Colla                                 | 1a ronda | 2a ronda | 3a ronda | 4a ronda | 5a ronda | 6a ronda | 7a ronda | 8a ronda | Punts (pessetes) |
| --- | ------------------------------------- | -------- | -------- | -------- | -------- | -------- | -------- | -------- | -------- | ---------------- |
| 1   | Colla Nova dels Xiquets de Valls      | 5de7     | 4de8     | 2de7     | 3de7ps   | 4de7a    | —        | —        | —        | 1.475            |
| 2   | Mirons del Vendrell                   | 5de7     | 3de7ps   | 2de7     | 4de8(i)  | 4de7a    | 3de7     | —        | —        | 1.175            |
| 3   | Colla Nova dels Xiquets de Tarragona  | 5de7(i)  | 5de7     | 3de7ps   | 2de7(i)  | 4de7a(i) | 4de7     | Pde5(c)  | 3de6ps   | 700              |
| 4   | Colla Vella dels Xiquets de Tarragona | 4de7     | 3de7ps   | 2de6     | 5de7(i)  | 2de7(i)  | Pde5(i)  | —        | —        | 400              |

### Estadística
La següent taula mostra l'estadística dels castells que es van provar al concurs de castells. Apareixen ordenats segons la taula de puntuacions establerta al II Concurs de castells de Tarragona.
| Castell                          | Descarregat | Carregat | Intent | Intent desmuntat | Total |
| -------------------------------- | ----------- | -------- | ------ | ---------------- | ----- |
| 4 de 8 (4de8)                    | 1           | —        | 1      | —                | 2     |
| 2 de 7 (2de7)                    | 2           | —        | 3      | —                | 5     |
| 3 de 7 aixecat per sota (3de7ps) | 4           | —        | —      | —                | 4     |
| 5 de 7 (5de7)                    | 3           | —        | 3      | —                | 6     |
| 4 de 7 amb l'agulla (4de7a)      | 2           | —        | 1      | —                | 3     |
| 3 de 7 (3de7)                    | 1           | —        | —      | —                | 1     |
| Pilar de 5 (Pde5)                | —           | 1        | 2      | —                | 3     |
| 4 de 7 (4de7)                    | 2           | —        | —      | —                | 2     |
| 3 de 6 aixecat per sota (3de6ps) | 1           | —        | —      | —                | 1     |
| 2 de 6 (2de6)                    | 1           | —        | —      | —                | 1     |
| Total                            | 17          | 1        | 10     | 0                | 28    |
| Percentatge                      | 60,7%       | 3,5%     | 35,7%  | 0%               | 100%  |